# Tárnok
Tárnok là một làng thuộc hạt Pest, Hungary. Làng này có diện tích 23,6 km², dân số năm 2010 là 9135 người, mật độ 387 người/km².